# Liste der Monuments historiques in Mathay
Die Liste der Monuments historiques in Mathay führt die Monuments historiques in der französischen Gemeinde Mathay auf.

## Liste der Objekte
| Bezeichnung               | Beschreibung                        | Standort                                | Kennzeichnung | Schutzstatus | Datum | Bild |
| ------------------------- | ----------------------------------- | --------------------------------------- | ------------- | ------------ | ----- | ---- |
| Skulptur Madonna mit Kind | Marmor, Anfang des 16. Jahrhunderts | in der Kirche Sts-Pierre-et-Paul (Lage) | PM25000925    | Classé       | 1910  |      |